# Abd al-Aziz Ladan Muhammad
Abd al-Aziz Ladan Muhammad, Abdulaziz O. Mohamed (arab. عبد العزيز لادان محمد; ur. 7 stycznia 1991 w Dżuddzie) – saudyjski lekkoatleta specjalizujący się w biegach średnich.
Ósmy zawodnik biegu na 800 metrów podczas mistrzostw Azji w Kantonie (2009). Rok później zdobył brąz juniorskich mistrzostw Azji. W 2011 sięgnął po srebrny medal mistrzostw Rady Współpracy Zatoki Perskiej. Na półfinale zakończył swój występ podczas igrzysk olimpijskich w Londynie (2012). Wicemistrz Azji z Pune (2013). W tym samym roku zajął 8. miejsce na mistrzostwach świata w Moskwie oraz sięgnął po złoty medal igrzysk solidarności islamskiej. Medalista mistrzostw Arabii Saudyjskiej.
Za złamanie przepisów antydopingowych ukarany został dwuletnią dyskwalifikacją, biegnącą od 23 maja 2017 do 22 maja 2019.

## Osiągnięcia
| Rok  | Impreza                                     | Miejsce   | Konkurencja             | Lokata     | Wynik   |
| ---- | ------------------------------------------- | --------- | ----------------------- | ---------- | ------- |
| 2009 | Mistrzostwa panarabskie                     | Damaszek  | bieg na 800 metrów      | 6. miejsce | 1:52,23 |
| 2009 | Mistrzostwa Azji                            | Kanton    | bieg na 800 metrów      | 8. miejsce | 1:53,69 |
| 2010 | Mistrzostwa Azji juniorów                   | Hanoi     | bieg na 800 metrów      | 3. miejsce | 1:48,97 |
| 2010 | Mistrzostwa świata juniorów                 | Moncton   | bieg na 800 metrów      | półfinał   | 1:50,78 |
| 2010 | Mistrzostwa świata juniorów                 | Moncton   | sztafeta 4 × 400 metrów | eliminacje | 3:14,95 |
| 2010 | Mistrzostwa Azji Zachodniej                 | Aleppo    | bieg na 800 metrów      | 7. miejsce | 1:49,52 |
| 2010 | Igrzyska azjatyckie                         | Kanton    | bieg na 800 metrów      | eliminacje | 1:50,39 |
| 2011 | Mistrzostwa Rady Współpracy Zatoki Perskiej | Mekka     | bieg na 800 metrów      | 2. miejsce | 1:49,52 |
| 2011 | Mistrzostwa Rady Współpracy Zatoki Perskiej | Mekka     | bieg na 1500 metrów     | 5. miejsce | 3:49,22 |
| 2012 | Igrzyska olimpijskie                        | Londyn    | bieg na 800 metrów      | półfinał   | 1:48,98 |
| 2013 | Mistrzostwa panarabskie                     | Doha      | bieg na 800 metrów      | 3. miejsce | 1:46,70 |
| 2013 | Mistrzostwa Azji                            | Pune      | bieg na 800 metrów      | 2. miejsce | 1:47,01 |
| 2013 | Mistrzostwa świata                          | Moskwa    | bieg na 800 metrów      | 8. miejsce | DSQ     |
| 2013 | Igrzyska solidarności islamskiej            | Palembang | bieg na 800 metrów      | 1. miejsce | DSQ     |
| 2014 | Igrzyska azjatyckie                         | Inczon    | bieg na 800 metrów      | –          | DSQ     |
| 2015 | Mistrzostwa panarabskie                     | Manama    | bieg na 800 metrów      | 6. miejsce | DSQ     |

## Rekordy życiowe
- Bieg na 800 metrów – 1:43,86 (2013)
- Bieg na 800 metrów (hala) – 1:58,09 (2009)
- Bieg na 1500 metrów – 3:47,80 (2012)